# Цимбалюк Євген Вікторович
Євгеній Вікторович Цимбалюк (30 травня 1972, Магдебург) — український дипломат. Постійний представник України при Відділенні ООН та інших міжнародних організаціях у Женеві (з 2024).
Надзвичайний і Повноважний Посол України в Республіці Кенія (2015—2018). Постійний представник України при міжнародних організаціях у Відні (2019—2023).

## Біографія
Народився 30 травня 1972 року в Магдебурзі, Німеччина. У 1994 році закінчив історичний факультет Київського державного університету імені Тараса Шевченка, історик, викладач історії. У 1991—1994 роках навчався на перекладацькому відділенні факультету романо-германської філології (німецька, англійська) Київського державного університету імені Тараса Шевченка. У 1996 закінчив факультет заочного навчання Київського національного лінгвістичного університету, вчитель німецької мови. Вільно володіє англійською та німецькою мовами.
У 1993—1994 рр. — Аташе Управління інформації МЗС України.
У 1994—1996 рр. — Аташе, третій секретар, другий секретар Секретаріату Міністра закордонних справ України.
У 1996—1999 рр. — Другий секретар Посольства України у Фінляндській Республіці.
У 1999—2002 рр. — Перший секретар, радник Управління політичного аналізу і планування МЗС України.
У 2002—2006 рр. — Перший секретар, радник Постійного представництва України при міжнародних організаціях у Відні. Член Української частини Підкомісії з питань функціонування Чорноморського флоту Російської Федерації та його перебування на території України Українсько-Російської міждержавної комісії.
У 2006—2008 рр. — Начальник відділу Першого територіального департаменту Міністерства закордонних справ України. Секретар Української частини Підкомісії з питань функціонування Чорноморського флоту Російської Федерації та його перебування на території України Українсько-Російської міждержавної комісії.
У 2008—2010 рр. — Радник Постійного представництва України при ООН.
У 2010—2012 рр. — Заступник Постійного представника України при ООН.
У 2012—2013 рр. — Заступник керівника робочої групи з питань головування в ОБСЄ, Заступник директора Департаменту секретаріату Міністра закордонних справ України.
У 2014—2015 рр. — Заступник директора Департаменту секретаріату Міністра закордонних справ України.
З 19 березня 2015 по 19 червня 2018 — Надзвичайний і Повноважний Посол України в Республіці Кенія.
З 19 жовтня 2015 — призначений Надзвичайним і Повноважним Послом України у Союзі Коморських Островів за сумісництвом. Призначений Постійним представником України при Програмі Організації Об'єднаних Націй з навколишнього середовища (ЮНЕП) та Постійним представником України при Програмі Організації Об'єднаних Націй з населених пунктів (ООН-Хабітат).
З 29 грудня 2015 — Надзвичайний Повноважний Посол України в Республіці Руанда за сумісництвом (указ № 728 від 29 грудня 2015 р.).
З 18 червня 2016 по 19 червня 2018 — Надзвичайний і Повноважний Посол України в Об'єднаній Республіці Танзанія за сумісництвом.
З 29 квітня 2019 року — Постійний представник України при міжнародних організаціях у Відні.
5 червня 2020 року вказав на закриття єдиної в Росії Бібліотеки української літератури, а також заборону діяльності Світового конґресу українців на території РФ. Також закликав верховного комісара ОБСЄ у справах національних меншин Ламберто Заньєра негайно відреагувати на репресивні та дискримінаційні дії російської влади щодо української громади в РФ.
З 21 грудня 2024 року — Постійний представник України при Відділенні ООН та інших міжнародних організаціях у Женеві.

## Дипломатичний ранг
- Надзвичайний і Повноважний Посланник першого класу (2015) (Указ Президента України № 717/2015 Про присвоєння дипломатичних рангів)

- Надзвичайний і Повноважний Посол України[15].